# Abd-Al·lah de Mayurqa
Abd-Al·lah (àrab: عبد الله, ʿAbd Allāh) fou el primer valí de Mayurqa per compte del seu oncle Mujàhid de Dènia que hauria creat el càrrec per a ell. Va governar del 1021 al 1036, en què va morir. Per la mateixa època apareix un altre valí, Abu-l-Abbàs ibn Raixiq, que va governar fins a 1048.